# Xyrichtys aneitensis
 Xyrichtys aneitensis és una espècie de peix de la família dels làbrids i de l'ordre dels perciformes.

## Morfologia
Els mascles poden assolir els 24 cm de longitud total.

## Distribució geogràfica
Es troba des de Chagos fins a les Illes Hawaii, les Illes Ryukyu, les Illes Mariannes i les Illes Marshall.